# 台視新聞台
台視新聞台，是臺灣電視公司旗下的新聞頻道。

## 歷史
- 2005年8月30日，行政院新聞局衛星廣播電視事業審查委員會審議富邦集團申設新聞台案、台視申設新聞台案及東森電視申請東森綜合台增播三節新聞（晨間、午間、晚間）案，但三案均未過關；審議委員認為，富邦與台視的新聞台營運計畫書有關新聞台定位及節目規畫不夠具體，須再補件[1]。
- 2005年9月23日，行政院新聞局衛星廣播電視事業審查委員會召開委員會議，東森電視申請的「東森台灣台」、富邦媒體科技申請的「優視新聞資訊台」與台視申請的「台視新聞台」三個新聞頻道未完成審議程序，審議委員經過面談後希望三家業者再補件正式答覆[2]。
- 2014年12月13日，台視於日本東京都新高輪王子大飯店（日语：グランドプリンスホテル新高輪）舉辦首次海外尾牙「台視53旺年會」，台視董事長黃崧宣布台視新聞台將於2015年1月1日開播[3][4]。
- 2014年12月29日清晨，台視對旗下的頻道進行重整，包含讓台視主頻升級為高畫質播出，以及開播新的頻道「台視新聞台」，而台視HD台則形同併入台視主頻，有线电视原本台視HD台的位置由台視新聞台取代。
- 2014年12月29日至31日，台視新聞台試播3天；試播期間除聯播主頻新聞外，也播出深度報導、知性類節目。
- 2014年12月31日23:58，台視新聞台正式開播[5]，新開節目《台視台語新聞》、《歷史風雲錄》[6]。
- 2015年5月5日，台視新聞台在中華電信MOD上架，定頻第53頻道[7]。
- 2015年7月29日，國家通訊傳播委員會通過台視新聞台將無線電視訊號升級為HD訊號的申請[8]。
- 2015年12月16日上午10點，台視新聞台在YouTube推出線上直播服務[9]。
- 2016年7月6日，因原住民族電視台於無線數位電視播出，台視新聞台無線數位頻道號碼（遙控器號碼）從第14頻道改為第15頻道[10]。
- 2016年12月21日，台視新聞台於無線電視及數位有線電視頻道升級為高畫質播出，頻道標誌改為「台視新聞HD」[11]。
- 2017年7月15日，中華電信MOD系統公告，台視綜合台、台視新聞台、台視財經台改由壹電視繼續提供中華電信MOD播出。
- 2017年11月1日，台視新聞台在中華電信MOD頻道號碼改為第503頻道。
- 2018年12月18日，台視新聞台將大部分數位有線電視頻道號碼陸續定頻在第155頻道。
- 2021年1月1日，台視新聞台更換全新整點新聞開場動畫，並於《2000整點新聞》啟用全新攝影棚與全新大電視牆。
- 2021年7月19日07時00分，台視新聞台更換全新新聞鏡面。
- 2022年9月8日凌晨起，因CH7公視新增TAIWAN PLUS頻道，原數位頻道CH15，改為CH16頻道播出。

## 開播首日節目表
| 播出時間                 | 節目名稱               | 附註                 |
| ------------------------ | ---------------------- | -------------------- |
| （2014年12月31日） 23:58 | 台視新聞台開台特別報導 | 賴金澤製作，張宇主播 |
| 02:00                    | 台視新聞台全新出擊     | 歐懿慧製作，張寧主持 |
| 02:58                    | 台視新聞台開台特別報導 | 重播                 |
| 05:00                    | 台視新聞台全新出擊     | 重播                 |
| 06:00                    | 早安您好台視新聞       | 和主頻聯播           |
| 09:00                    | 早安最前線             | 和主頻聯播           |
| 10:00                    | 台視10點新聞           | 和主頻聯播           |
| 11:00                    | 台視台語新聞           |                      |
| 11:58                    | 午安您好台視新聞       | 和主頻聯播           |
| 13:00                    | 台視整點新聞           |                      |
| 18:00                    | 台視新聞全球現場       |                      |
| 18:58                    | 台視晚間新聞           | 和主頻聯播           |
| 20:00                    | 世界ON AIR             |                      |
| 21:00                    | 2100整點新聞           |                      |
| 22:00                    | 晚安台灣               |                      |
| 23:00                    | 台視夜線新聞           |                      |

## 歷年LOGO

使用期間：2014年12月29日至2016年12月20日。
使用期間：2016年12月21日至今。該版本在2017年6月13日新版電視分級制度上路後，HD字樣會在節目開始或從廣告恢復時被分級標誌遮蓋數秒後恢復。

## 主播群

### 新聞主播
| 新聞主播 | 新聞主播             | 新聞主播             | 新聞主播           | 新聞主播 |
| -------- | -------------------- | -------------------- | ------------------ | -------- |
| 林益如   | 鄔凱雯               | 王李中彥（兼任策劃） | 侯乃榕             | 劉宜函   |
| 謝安     | 林彥均               | 郭中（兼台語主播）   | 黃品寧             | 周芸     |
| 陳彥珊   | 林宸頡               | 劉人豪               | 謝美玲（台語主播） | 張寧     |
| 陳酈亭   | 陳晏瑋（兼台語主播） | 楊祥瑜               | 顏明儀             |          |

### 氣象主播
| 王軍凱（兼任非凡新聞氣象主播） | 魏恬 | 陳酈亭 |

## 節目主持人
| 主持人   | 節目名稱           |
| -------- | ------------------ |
| 王李中彥 | 《熱線追蹤》       |
| 劉宜函   | 《尋找台灣感動力》 |
| 林益如   | 《益起看世界》     |
| 侯乃榕   | 《台灣名人堂》     |

## 外部連結
- 台視新聞台宣傳頁面 （页面存档备份，存于）
- 503 台視新聞台 - 中華電信 MOD 網站 （页面存档备份，存于）
- YouTube上的台視新聞台HD直播